# NGC 1161
NGC 1161 je galaksija u zviježđu Perzej.

## Vanjske poveznice
- SEDS: NGC 1161